# Tripolitaanse lire
De Tripolitaanse lire (Arabisch: الليرة الطرابلسية), officieel bekend als de Militaire Autoriteit Lira (afkorting: MAL), was tussen 1943 en 1951 de munteenheid van de Britse bezettingszone (later Mandaatgebied) in Libië en van de Libische regio Tripolitanië tot begin 1952. Het werd uitgegeven door de Militaire Autoriteit in Tripolitanië en circuleerde samen met de Italiaanse lira tegen pari. Deze situatie weerspiegelde die van Italië, waar de AM-lira door de Verenigde Staten van Amerika werd geslagen. De Tripolitaanse en de Italiaanse lira werden begin 1952 vervangen door het Libische pond tegen een koers van £L1 = 480 MAL.

## Papiergeld
Voor deze munteenheid zijn geen munten uitgegeven, terwijl er nog steeds oude Italiaanse munten in omloop waren, hoewel ze zwaar gedevalueerd zijn. Het stuk van 50 centesimo was bijvoorbeeld slechts een kwart cent waard. Bankbiljetten werden uitgegeven in coupures van 1 lira en 2, 5, 10, 50, 100, 500 en 1.000 lire.